# Капнист, Ипполит Ипполитович
Граф Ипполи́т Ипполи́тович Капни́ст (1-й) (7 (19) сентября 1872, Довгалевка Миргородский уезд — 25 апреля 1936, Аньер) — русский агроном и общественный деятель, член Государственной думы III и IV созыва от Полтавской губернии, крупный землевладелец.

## Биография
Граф Ипполит Ипполитович происходил из второй линии рода Капнистов, основателем которой был Пётр Васильевич (ум. 1826), старший брат писателя Василия Капниста, женатый на англичанке Елизавете Тимофеевне Гаусман. Отец, Ипполит Ильич (внук Петра Васильевича), служил в лейб-гвардии Кирасирском Ея Императорского Высочества Цесаревны полку, в 1859 году вышел в отставку с чином поручика. Мать, Елизавета Васильевна, урождённая Магденко, дочь штабс-ротмистра Василия Ивановича Магденко. В семье росли ещё три сына (Василий, Илья и Пётр) и две дочери (Елизавета и Ольга). Землевладелец (3500 десятин).
Окончил Ново-Александрийский институт сельского хозяйства и лесоводства. Избирался гласным Хорольского уездного и Полтавского губернского земских собраний, почетным мировым судьей Хорольского уезда. Имел придворный чин камергера. Был членом Союза 17 октября.
Избирался членом Государственной думы III и IV созывов от Полтавской губернии. Входил во фракцию октябристов, а после её раскола — в группе земцев-октябристов. В 1909—1912 и 1912—1916 годах — товарищ председателя Комиссии по переселенческому делу, в 1912—1916 — товарищ председателя, в 1916—1917 — председатель сельскохозяйственной комиссии. В ночь 28 февраля (13 марта) 1917 года назначен комиссаром Временного комитета Государственной думы в Министерстве земледелия.
После Октябрьской революции в эмиграции во Франции. Был членом общества «Икона» в Париже. Участвовал в собраниях Народно-монархического союза, Российского центрального объединения, кружка «К познанию России».
Скончался 25 апреля 1936 года в пригороде Парижа Аньере.

## Брак
Был женат на Марии (Марусе) Тработти. Брак бездетен.

## В литературе
- Имя Ипполита Капниста упоминается в романе Валентина Пикуля «Нечистая сила».